# Handball aux Jeux panaméricains
Le handball fait sa première apparition aux Jeux panaméricains aux Jeux de 1987 à Indianapolis. Les Jeux ont lieu tous les 4 ans.

## Palmarès masculin
Le tableau suivant retrace pour chaque édition de la compétition le palmarès du tournoi et la ville hôte.
| Édition   | Ville hôte     | Médaille d'or, Amérique | Médaille d'argent, Amérique | Médaille de bronze, Amérique |
| --------- | -------------- | ----------------------- | --------------------------- | ---------------------------- |
| 1987 (en) | Indianapolis   | États-Unis              | Cuba                        | Brésil                       |
| 1991 (en) | La Havane      | Cuba                    | Brésil                      | États-Unis                   |
| 1995 (en) | Mar del Plata  | Cuba                    | Brésil                      | Argentine                    |
| 1999 (en) | Winnipeg       | Cuba                    | Brésil                      | Argentine                    |
| 2003 (en) | Saint-Domingue | Brésil                  | Argentine                   | États-Unis                   |
| 2007 (en) | Rio de Janeiro | Brésil                  | Argentine                   | Cuba                         |
| 2011 (en) | Guadalajara    | Argentine               | Brésil                      | Chili                        |
| 2015 (en) | Toronto        | Brésil                  | Argentine                   | Chili                        |
| 2019      | Lima           | Argentine               | Chili                       | Brésil                       |
| 2023 (en) | Santiago       | Argentine               | Brésil                      | Chili                        |

### Tableau d'honneur
| Rang | Équipe nationale | Médaille d'or, Amérique | Médaille d'argent, Amérique | Médaille de bronze, Amérique | Total |
| ---- | ---------------- | ----------------------- | --------------------------- | ---------------------------- | ----- |
| 1    | Brésil           | 3                       | 5                           | 2                            | 10    |
| 2    | Argentine        | 3                       | 3                           | 2                            | 8     |
| 3    | Cuba             | 3                       | 1                           | 1                            | 5     |
| 4    | États-Unis       | 1                       | 0                           | 2                            | 3     |
| 5    | Chili            | 0                       | 1                           | 3                            | 4     |

## Palmarès féminin
Le tableau suivant retrace pour chaque édition de la compétition le palmarès du tournoi et la ville hôte.
| Édition   | Ville hôte     | Médaille d'or, Amérique | Médaille d'argent, Amérique | Médaille de bronze, Amérique |
| --------- | -------------- | ----------------------- | --------------------------- | ---------------------------- |
| 1987 (en) | Indianapolis   | États-Unis              | Canada                      | Brésil                       |
| 1991      | La Havane      | Non disputé             | Non disputé                 | Non disputé                  |
| 1995 (en) | Mar del Plata  | États-Unis              | Canada                      | Brésil                       |
| 1999 (en) | Winnipeg       | Brésil                  | Canada                      | Cuba                         |
| 2003 (en) | Saint-Domingue | Brésil                  | Argentine                   | Uruguay                      |
| 2007 (en) | Rio de Janeiro | Brésil                  | Cuba                        | Argentine                    |
| 2011 (en) | Guadalajara    | Brésil                  | Argentine                   | Rép. dominicaine             |
| 2015 (en) | Toronto        | Brésil                  | Argentine                   | Uruguay                      |
| 2019      | Lima           | Brésil                  | Argentine                   | Cuba                         |
| 2023 (en) | Santiago       | Brésil                  | Argentine                   | Paraguay                     |

### Tableau d'honneur
| Rang | Équipe nationale | Médaille d'or, Amérique | Médaille d'argent, Amérique | Médaille de bronze, Amérique | Total |
| ---- | ---------------- | ----------------------- | --------------------------- | ---------------------------- | ----- |
| 1    | Brésil           | 7                       | 0                           | 2                            | 9     |
| 2    | États-Unis       | 2                       | 0                           | 0                            | 2     |
| 3    | Argentine        | 0                       | 5                           | 1                            | 6     |
| 4    | Canada           | 0                       | 3                           | 0                            | 3     |
| 5    | Cuba             | 0                       | 1                           | 2                            | 3     |
| 6    | Uruguay          | 0                       | 0                           | 2                            | 2     |
| 7    | Rép. dominicaine | 0                       | 0                           | 1                            | 1     |
| 7    | Paraguay         | 0                       | 0                           | 1                            | 1     |